# Satu Nou (gmina Pârgărești)
Satu Nou – wieś w Rumunii, w okręgu Bacău, w gminie Pârgărești. W 2011 roku liczyła 1649 mieszkańców.